# Закарпатское вертолётное производственное объединение
Закарпатское вертолётное производственное объединение (укр. Закарпатське вертолітне виробниче об'єднання) — это предприятие авиационной промышленности, расположенное в пгт. Дубовое Тячевского района Закарпатской области Украины.

## История

### 1971—1987
Закарпатский машиностроительный завод Министерства авиапромышленности СССР был основан в 1971 г. под условным наименованием «п/я В-8594» и начал работу через год. Он выпускал аэросани-амфибию А-3. С 1978 г. был филиалом ОКБ-156 КБ Туполева и участвовал в производстве их изделий.

### 1987—1991
Предприятие было создано в 1987 году на базе ранее существовавшего Закарпатского машиностроительного завода и имело задачу освоить производство вертолётов Ми-34, запасных частей и комплектующих к ним. В советское время предприятие представляло собой целостный имущественный комплекс, построенный на участке в 30 га и включало в себя заготовительно-штамповочный, сварочный и инструментальный цеха, цеха механической обработки узлов и агрегатов, а также цеха термической обработки и лакокрасочных покрытий — общей площадью около 50 тыс. м².
В 1989 году было принято решение о серийном производстве Ми-34 в Закарпатье, однако до распада СССР здесь успели произвести только один Ми-34, который был передан ОКБ им. Миля для испытаний.

### После 1991
В первые годы после провозглашения независимости Украины, в начале 1990-х годов, завод являлся единственным предприятием на территории Украины, производственные мощности которого позволяли начать выпуск вертолётов.
3 марта 1995 года Верховная Рада Украины внесла завод в перечень предприятий и организаций Украины, не подлежащих приватизации в связи с их общегосударственным значением.
21 августа 1997 года завод был внесён в перечень предприятий, которые имеют стратегическое значение для экономики и безопасности Украины (в этом перечне предприятие оставалось до 4 марта 2015 года).
В мае 1998 года правительство Украины списало задолженность предприятия по земельному налогу.
В начале 2000-х предприятию удавалось функционировать за счет производства товаров народного потребления: мини-пекарен, сверлильных пневматических машин, микромельниц.
Позже предприятие освоило выпуск рюкзаков, производило диван-кровати, детские сани и коляски «Мальвина». По линии авиационной промышленности, в середине 2000-х предприятие выполнило заказы на кресла лётчиков и членов экипажа для российского RSJ и ташкентского Ил-114, однако основным заказчиком продукции предприятия было Долгопрудненское конструкторское бюро автоматики. Все это время инженерно-технический потенциал закарпатского ПО оставался незадействованным.
По итогам 2007 года предприятие реализовало продукции на 1,1 млн. гривен, получив при этом 200 тыс. гривен чистого убытка. В первой половине 2008 года рассматривалась возможность производства предприятием лёгкого вертолёта КТ-112 «Ангел», разработанного украинским ООО «Конструкторское бюро „Вертикаль“».
18 августа 2008 года хозяйственный суд Закарпатской области вынес решение о банкротстве завода.
26 мая 2010 года глава Закарпатской ОДА Олександр Ледида сообщил на пресс-конференции, что до 70 % заводского оборудования было демонтировано и продано как металлолом
После создания в декабре 2010 года государственного концерна «Укроборонпром», предприятие было включено в состав концерна.
По состоянию на начало июля 2011 года, хозяйственное положение предприятия являлось неблагополучным, заработная плата рабочим выплачивалась с задержкой и не в полном объёме.
В 2013 году предприятие выполнило заказ министерства обороны на изготовление кресел пилота для самолётов Ан-32 ВВС Индии, проходивших ремонт и модернизацию до уровня Ан-32RE на 410-м заводе гражданской авиации. Стоимость контракта составила 1,3 млн гривен.
В январе 2014 года военная прокуратура Западного региона возбудила уголовное дело в отношении группы должностных лиц предприятия, совершивших растрату 443 897 гривен бюджетных средств с использованием служебного положения.
По состоянию на ноябрь 2014 года, предприятие выпускало антенны и находилось на грани банкротства.
9 декабря 2020 года Кабинет министров Украины принял решение о передаче предприятия из состава концерна «Укроборонпром» в ведение Фонда государственного имущества Украины.
16 апреля 2021 года завод был выведен из состава ГК «Укроборонпром» и передан в ведение Фонда государственного имущества Украины как «потерявший значение для обороноспособности страны».